# Gregor Maria Hanke
Gregor Maria Hanke OSB (* 2. července 1954 Elbersroth; křestní jméno Franz Maria Hanke) je 82. biskupem v Eichstättu.

## Život

### Kariéra
Hankeho rodiče, učitel Franz Hanke a jeho žena Elisabeth, žili před vysídlením v sudetském okrese Opava. Do Středních Frank přišli se svými pěti dětmi v roce 1946, kdy se narodil nejmladší syn rodiny Franz. Dva z jeho tří bratrů se stali kněžími, ostatní sourozenci jsou ženatí. Po maturitě na Willibaldově gymnáziu v Eichstättu studoval v letech 1974–1980 katolickou teologii a anglický jazyk a literaturu na Katolické univerzitě v Eichstättu a dále v Londýně, Oxfordu, Würzburgu, Římě a Frankfurtu nad Mohanem (Sankt Georgen). V roce 1981 vstoupil do benediktinského opatství v Plankstettenu a přijal řeholní jméno Řehoř (Gregor) podle Řehoře z Nyssy. Sliby složil 10. října 1982 a 10. září 1983 přijal z rukou eichstättského biskupa Aloise Bremse svátost kněžského svěcení. Krátce po svém kněžském svěcení požádal v roce 1984 o povolení sloužit mši svatou podle liturgických knih z roku 1962.
V roce 2004 získal doktorát s vyznamenáním na Philosophisch-Theologische Hochschule Sankt Georgen ve Frankfurtu nad Mohanem. Disertační práce se zabývá liturgicko-historickým tématem z východních církví, k nimž benediktin cítí zvláštní náklonnost. Ve své doktorandské práci analyzoval zejména liturgii hodin v konstantinopolském chrámu Hagia Sofia.

### Vedení benediktinů
Dne 13. července 1993 byl Gregor Maria Hanke zvolen 54. opatem benediktinského opatství Plankstetten u Berchingu v Horní Falci, kde vystřídal opata Dominika Madlenera. Jeho opatská benedikce se konala 2. října 1993, a vykonal ji tehdejší eichstättský biskup Karl Braun. V letech 2001–2005 byl opat Hanke členem představenstva Svazu německých řeholních představených.

### Eichstättský biskup
14. října 2006 ho papež Benedikt XVI. jmenoval 82. biskupem v Eichstättu jako nástupce Waltera Mixy.
Jmenování benediktinského opata navázalo na tradici, že s krátkými přestávkami je v oblasti Bavorské biskupské konference vždy jedno biskupské křeslo obsazeno benediktinem. K tomu již nedošlo poté, co papež Jan Pavel II. v roce 2004 vyhověl žádosti bývalého augsburského biskupa Viktora Josefa Dammertze o udělení statutu emeritního biskupa. Dne 2. prosince 2006 byl opat Gregor Maria Hanke vysvěcen na biskupa v eichstättské katedrále arcibiskupem Ludwigem Schickem, metropolitou církevní provincie Bamberg. Spolusvětiteli byli jeho předchůdce na eichstättském biskupském stolci a augsburský biskup Walter Mixa a biskup Gabriel Akwasi Abiabo Mante z diecéze Jasikan v Ghaně, která spolupracuje s opatstvím Plankstetten.
Jako eichstättský biskup byl Hanke z titulu své funkce do 30. září 2010 také velkým kancléřem (Magnus Cancellarius) a předsedou nadační rady Nadace Katolické univerzity Eichstätt-Ingolstadt. Od 1. října 2010 přešla tato funkce v souladu s novými stanovami nadace na předsedu biskupské konference ve Freisingu. Hanke je nadále členem správní rady nadace. Hanke inicioval tuto změnu, aby bylo jasné, že Katolická univerzita Eichstätt-Ingolstadt není místní záležitostí, ale společným úkolem bavorských biskupů.

#### Vedení úřadu
Během návštěvy Stálé rady Německé biskupské konference ve Svaté zemi v březnu 2007 biskup Hanke, stejně jako další biskupové, srovnal „nelidské varšavské ghetto“ s „ghettem v Ramalláhu“, tedy s uzavřením Palestinců, včetně mnoha křesťanů, izraelským pohraničním opevněním. Jejich přirozené „právo na život“ by nemělo být „tak brutálně vynucováno“. Hankeho výroky vyvolaly nesouhlas a rozhořčení zelených a levice v Německu a Izraeli a pochopení pravicových extremistů a islamistů. Biskup Hanke poté ve svém prohlášení výslovně zdůraznil právo Izraele na existenci a jakékoliv srovnání „událostí holocaustu a současné situace v Palestině“ označil za „nepřijatelné“ a „neúmyslné“.
V květnu 2008 biskup Gregor Maria Hanke jako velký kancléř Katolické univerzity v Eichstättu neschválil jmenování Ulricha Hemela, který byl v lednu zvolen velkou většinou univerzitní rady prezidentem. Jako důvod uvedl: „Nebylo možné rozvinout potřebnou vzájemnou důvěru, která je pro zakládající univerzitu nezbytná a která by zaručovala žádoucí směřování a orientaci univerzity na perspektivy.“ V červnu 2008 s okamžitou platností pozastavil výkon funkce kancléře univerzity Gottfrieda von der Heydteho, a to z důvodu konkrétních indicií, že nevykonával své povinnosti důsledně a profesionálně.
Při Willibaldských slavnostech a výročí města Eichstätt v roce 2008 biskup varoval před zákazem náboženských symbolů ve veřejném životě: „Každý, kdo chce zakázat náboženské symboly, jako je kříž, ve veřejném životě naší země, si musí uvědomit, že jde proti kořenům stromu, na jehož plodech se podílí.“ Společnost, která své soužití orientuje na hodnoty, se neobejde bez zpětné vazby na Boha.
Na podzim 2010 Hanke obhajoval uznání Andělského díla (Engelwerk) papežem Benediktem XVI. a kritizoval odmítnutí téměř všech katolických vzdělávacích institucí přijmout tu část organizace, která je ve společenství s církví. Podle Hankeho chtěli „s vaničkou vylít i dítě“.
Nedostatek kněží je třeba vnímat v souvislosti s dalšími nedostatky v církevním životě v Německu a Evropě. „Potýkáme se s nedostatkem věřících v našich farnostech a při bohoslužbách, s nedostatkem modlitební praxe v každodenním životě. A v neposlední řadě trpíme nedostatkem radosti z víry“.
Hanke v roce 2018 vyvolal podráždění, protože vysvětil na kněze muže, který byl v roce 2013 propuštěn ze semináře ve Würzburgu poté, co vzbudil pozornost takzvanými „vtipy o koncentračním táboře“ a parodiemi na Hitlera. Toto svěcení kritizoval mimo jiné předseda Ústřední rady Židů v Německu Josef Schuster, protože vedoucí představitelé církve po odhalení würzburského skandálu ujistili, že propuštěný muž nebude přijat do semináře v žádné jiné katolické diecézi.
V únoru 2012 navštívil koptské křesťany v Káhiře a Alexandrii. Po návratu prohlásil, že svědectví víry utlačovaných křesťanů je vzorem i pro křesťany v Německu.

#### Teologické pozice
V oblasti ekumenismu se Hanke vyslovuje pro to, aby se všichni křesťané podíleli na odpovědnosti za společnost a svět. Zejména v oblasti ekologie mají křesťané velký potenciál vyplývající z teologie stvoření, který musí společně využít. „Nesmíme se vyhýbat své odpovědnosti vůči světu jen proto, že jsme dosud nedosáhli dogmatické shody.“
Hanke patří k 15% menšině německých biskupů, kteří zásadně odmítají svěcení žen. Na synodální cestě v Německu hlasoval v letech 2022 a 2023 jak proti revizi vatikánského vyloučení žen z kněžství, tak proti přístupu žen k diakonátu, nejnižšímu stupni svěcení.

#### Obvinění v souvislosti s finančním skandálem v diecézi (2018)
V souvislosti s finančním skandálem kvůli rizikovému investičnímu chování, které způsobilo diecézi Eichstätt milionové ztráty (zajištěné nejméně o jeden milion amerických dolarů), se v roce 2018 stále častěji objevovaly výzvy k odstoupení Gregora Maria Hankeho. Katolíci v jeho diecézi nahlásili biskupa vedení církve v Římě pro „závažné porušení jeho patřičné péče“. Kromě toho zahájilo státní zastupitelství Mnichov II vyšetřování podezření z korupce proti bývalému zástupci finančního ředitele diecéze a jeho obchodnímu partnerovi a dalším dvěma osobám. V říjnu 2018 Hanke prohlásil, že vážně uvažuje o rezignaci na funkci biskupa. Zpráva, kterou si diecéze nechala vypracovat a kterou v únoru 2019 předložila mnichovská advokátní kancelář, Hankeho částečně očistila, ale zároveň kritizovala systém „klerikalismu“ s nekompetentními manažery v katedrální kapitule, kteří na rozdíl od biskupa jednali „velmi nezodpovědně a porušovali povinnosti“.
Pokud jde o roli biskupa, zpráva uvádí, že mu lze vytknout, že příliš pozdě odstranil „zkostnatělé struktury“ tzv. eichstättského systému, které vytvořil již jeho předchůdce Walter Mixa a které v některých případech dokonce porušovaly kanonické právo. To byl jistě případ z roku 2013, kdy skandál kolem tehdejšího limburského biskupa Franze-Petera Tebartze-van Elsta a jeho finančního chování při stavbě biskupské rezidence vyvolal širokou debatu o církevních financích.
Hanke pak dal v únoru 2019 jasně najevo, že neuvažuje o rezignaci, ale chce „převzít odpovědnost“ ve funkci.
25. června 2020 oznámilo státní zastupitelství Mnichov II, že ukončilo předběžné vyšetřování proti biskupu Hankemu, které bylo zahájeno v březnu 2019 na základě anonymního trestního oznámení, protože se neprokázalo žádné spolehlivé prvotní podezření.
V roce 2024 navštívil opětovně Litoměřice a zúčastnil se jako 2. spolusvětitel biskupského svěcení Stanislava Přibyla.

### Naddiecézní úvazky
Hanke se zúčastnil světové biskupské synody, která se konala od 5. do 26. října 2008 v Římě jako jeden ze tří delegátů Německé biskupské konference. Pracovní skupina německy mluvících biskupů ho zvolila svým moderátorem. Papež Benedikt XVI. ho také jmenoval na synodu o Blízkém východě, která se konala od 10. do 24. října 2010. Zvláštní shromáždění světové biskupské synody v Římě se zabývá situací křesťanů na Blízkém východě. Je členem Komise pro duchovní povolání a církevní služby a Komise pro manželství a rodinu Německé biskupské konference a také předsedou správní rady a výboru Sdružení německých diecézí (Verband der Diözesen Deutschlands).
29. března 2014 papež František jmenoval biskupa Hankeho členem vatikánské Kongregace pro instituty zasvěceného života a společenství apoštolského života (latinsky Congregatio pro Institutis vitae consecratae et Societatibus vitae apostolicae), známé také jako Kongregace pro řeholníky.

## Biskupský znak

Biskupský znak

V prvním poli, rozděleném na čtyři části, je zobrazen zelený vavřínový věnec na bílém pozadí, který připomíná, že lidé jsou na cestě k Bohu. Svatý Pavel přirovnává tuto cestu k závodu, který by měl křesťan běžet na stadionu s postojem atleta – 1Kor 9, 24 (Kral, ČEP). Druhé pole zobrazuje zlatou mušli na červeném pozadí. Mušle je symbolem svatého Jakuba Staršího, patrona farního kostela v Elbersrothu, okres Ansbach, kostela, kde byl (Franz) Hanke pokřtěn. Na třetím poli je vyobrazena stříbrná biskupská berla na červeném pozadí, znak diecéze Eichstätt. Pole čtvrté zobrazuje slezskou orlici a je symbolem původu rodiny Hanke, která žila u Troppau, dnešní Opavy, v bývalém rakouském Slezsku až do svého vysídlení v roce 1946. Jeho heslo Fides nostra victoria („Naše víra je naše vítězství“) je převzato z prvního listu svatého Jana – 1Jan 5, 4 (Kral, ČEP). Řeholník má jít po Boží cestě pod vedením evangelia. Toto heslo a tři motivy měl ve svém erbu již jako opat v Plankstettenu. Erb rámuje zlatý prezentační kříž a zelený biskupský klobouk s 12 střapci.

## „Ekologie srdce“

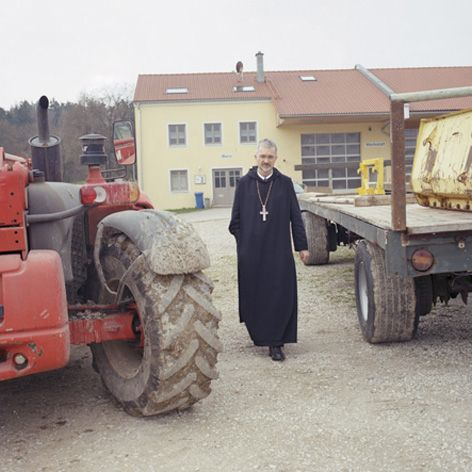
Opat Gregor Maria Hanke se zemědělskými výrobními prostředky kláštera Plankstetten, 2005

Biskup Hanke má hluboký ekologický přístup, který dalece přesahuje ekonomické otázky. Pod jeho vedením bylo již v roce 1994 veškeré zemědělství kláštera převedeno na ekologicko-biologické metody hospodaření (směrnice Bioland). V roce 2001 byl klášter kompletně zrekonstruován a byl zřízen nový klášterní obchod, aby se zlepšil regionální odbyt produktů z klášterních farem a některých dodavatelů z regionu kolem Plankstettenu. Díky těmto inovacím získal klášter pověst „zeleného kláštera“. Jako zastánce ekologického cirkulárního hospodářství se sám stal vyhledávaným partnerem pro dialog v otázkách na pomezí teologie a ekologie, od ochrany stvoření po odpovědné zacházení s potravinami („jídlo jako životní prostředek“) a otázky dobrých životních podmínek zvířat.
Ve svém prvním pastýřském projevu se vyslovil pro „ekologii srdce“. Na rozdíl od „tvrdých zákonů užitečnosti a výkonnosti“ je třeba více srdce a růstu v lásce: „Čím více velkoryse plýtváme s ohledem na Pána, tím více získáváme“. To by mohlo být základem nového způsobu společného života a ohleduplného přístupu ke stvoření. V okružním dopise, který se četl ve farnostech eichstättské diecéze o první adventní neděli, biskup Hanke varoval před „Bohem zapomenutou pýchou na vlastní úspěchy, která už neuznává etickou zdrženlivost“, před „bezuzdnou smyslovou rozkoší a bezohledným sobectvím“.
Německá společnost pro environmentální a humánní toxikologii (DGUHT) udělila 3. května 2008 Gregorovi Marii Hankemu medaili Rachel Carsonové za jeho ekologickou angažovanost. Ta ocenila Hankeho „příkladnou angažovanost ve prospěch regionální ochrany životního prostředí a ekologického zemědělství“.
Hanke opakovaně varoval před využíváním jaderné energie, například v rozhovoru pro deník „Die Welt“ krátce po svém jmenování eichstättským biskupem: „Člověk nemůže mít tuto technologii nikdy zcela pod kontrolou,“ řekl Hanke v rozhovoru pro Katolickou tiskovou agenturu v Eichstättu v březnu 2010. Za „nepoctivé“ považoval i to, že výroba jaderné energie přispívá k ochraně klimatu. Biskup zdůraznil, že jeho křesťanské přesvědčení ho vede k tomu, aby se postavil proti víře v neomezený a zdroje spotřebovávající růst. Jaderná energie však tomuto fatálnímu omylu nahrává: „Protože naznačuje, že nemusíme znovu přemýšlet o úsporách a efektivnějším využívání energie“.
Biskup Hanke byl jedním z prvních, kdo na jaře 2013 vyzval k podpoře evropské občanské iniciativy „Jeden z nás“.

## Zajímavosti
Biskup Hanke je původním členem KDStV Alcimonia Eichstätt v kartelovém svazu (CV, Cartellverband der katholischen deutschen Studentenverbindungen), stejně jako členem KDStV Gothia Würzburg v CV a KDStV Rupertia Regensburg v CV. Je také duchovním poradcem Sdružení katolických podnikatelů (BKU, Bund Katholischer Unternehmer).
Mezi jeho koníčky patří horolezectví a jízda na motorce.
Je také příznivcem klubu 1. FC Norimberk.

## Monografie
- Der Odenkanon des Tagzeitenritus Konstantinopels im Licht der Beiträge H. Schneiders und O. Strunks – eine Relecture. In: Hans-Jürgen Feulner, Elena Velkovska, Robert F. Taft (Hrsg.): Crossroad of Cultures. Studies in Liturgy and Patristics in Honor of Gabriele Winkler (= Orientalia Christiana Analecta 260). Pontificio Istituto Orientale, Rom 2000, S. 345–367. (německy)
- Vesper und Orthros des Kathedralritus der Hagia Sophia zu Konstantinopel: eine strukturanalytische und entwicklungsgeschichtliche Untersuchung unter besonderer Berücksichtigung der Psalmodie und der Formulare in den Euchologien (= Jerusalemer Theologisches Forum 21). Aschendorff, Münster 2018, ISBN 978-3-402-11041-6 (německy)
- Projekt Netzwerk Umwelt: Erarbeitung und Präsentation einer Umweltausstellung zum Thema „Glauben und Handeln“ in der Benediktinerabtei Plankstetten. Berching, 2004. (německy)
- Achtsam-Genügsam-Nachhaltig: Benedikt und Ökologie. In: Notker Wolf (Hrsg.): Die Botschaft Benedikts. Münsterschwarzach 2008. (německy)